# Bobow doł (gmina)
Bobow doł (bułg. Община Бобов дол) – gmina w zachodniej Bułgarii, w obwodzie Kiustendił.

## Miejscowości
Miejscowości wchodzące w skład gminy Bobow doł:
- Babino (bułg.: Бабино),
- Babinska reka (bułg.: Бабинска река),
- Błato (bułg.: Блато),
- Bobow doł (bułg.: Бобов дол) − siedziba gminy,
- Golema Fucza (bułg.: Голема Фуча),
- Golemo seło (bułg.: Големо село),
- Goljam Wyrbownik (bułg.: Голям Върбовник),
- Gorna Koznica (bułg.: Горна Козница),
- Dolistowo (bułg.: Долистово),
- Korkina (bułg.: Коркина),
- Łokwata (bułg.: Локвата),
- Mali Wyrbownik (bułg.: Мали Върбовник),
- Mała Fucza (bułg.: Мала Фуча),
- Mało seło (bułg.: Мало село),
- Młamołowo (bułg.: Мламолово),
- Nowoseljane (bułg.: Новоселяне),
- Paniczarewo (bułg.: Паничарево),
- Szatrowo (bułg.: Шатрово).